# とのまりこ
との まりこ は、日本の東京出身のヘアメイク・フォトエッセイスト。
慶應義塾大学を卒業後、出版社に勤めたのち渡仏。現在パリを拠点に活動しており、パリのガイドブックを中心に執筆。

## 著書
- 『カフェと雑貨が好きな人のためのパリを旅する本』翔泳社、2008年8月
- 『パリのおいしい店案内』翔泳社、2009年7月
- 『パリのカフェ&スイーツ案内』翔泳社、2010年6月
- 『パリのかわいい雑貨店案内』翔泳社、2010年6月
- 『散歩しながら買い物したい人のためのパリを旅する本』翔泳社、2011年6月
- 『パリの雑貨とファッション 〜毎日が楽しくなる大好きな物〜』マイナビ、2011年8月
- 『パリのおうちごはん 〜とびきり簡単なのにオシャレでおいしい!〜』マイナビ、2012年6月
- 『パリからの小さな旅』翔泳社、2012年8月
- 『1枚のユーロ紙幣で楽しむパリ』翔泳社、2013年6月